# Eddie Foy Jr.
Eddie Foy Jr., född 4 februari 1905 i New Rochelle, New York, död 15 juli 1983 i Woodland Hills, Kalifornien, var en amerikansk skådespelare, son till Eddie Foy och far till Eddie Foy III.

## Filmografi (urval)
- 1915 - A Favorite Fool
- 1933 - Myrt and Marge
- 1940 - Alex in Wonderland
- 1942 – Yankee Doodle Dandy
- 1944 – Wilson
- 1957 – Pyjamasleken
- 1960 - Bells Are Ringing

## Fotnoter
1. 1 2  Internet Broadway Database, Internet Broadway Database person-ID: 67543, läst: 9 oktober 2017.[källa från Wikidata]
2. 1 2  Internet Broadway Database, Internet Broadway Database person-ID: 102407, läst: 9 oktober 2017.[källa från Wikidata]
3. 1 2  Find a Grave, Find A Grave-ID: 6201500, läs online, läst: 9 oktober 2017.[källa från Wikidata]